# Ancistrorhynchus
Ancistrorhynchus es un género de algo menos de 18 especies monopodiales epífitas de medianas a pequeñas de orquídeas terrestres de la tribu Vandeae de la familia de las (Orchidaceae). Se distribuyen en el África tropical. Género creado en 1907 por Achille Eugène Finet. Revisado por Victor Samuel Summerhayes en 1944.

## Descripción
Las especies del género Ancistrorhynchus son monopodiales epífitas con tallos largos pero más a menudo cortos. Hojas lineales y apicalmente bilobuladas con algunas veces los lados de estos lóbulos dentados ( lo que es único, en este género).
La inflorescencia es corta y densamente florida. Se eleva desde la base de la planta de brácteas viejas y finas, dando lugar a numerosas flores blancas o verdes con similares sépalos y pétalos. Poseen un labelo trilobulado, con una boca amplia, espuela basal que frecuentemente está engullida en el apéndice, normalmente con un dobles en el medio. Una columna muy corta. Un rostelo que apunta hacia abajo, que está doblado en la mitad y así el apéndice está apuntando hacia arriba. Tiene 2 polinia y un viscidio sencillo pendiente en agrupaciones densas y pequeñas de flores verdes o blancas, en el extremo del tallo.

## Hábitat
Estas orquídeas epífitas monopodiales son medianas a pequeñas y se encuentran en bosques de desarrollo secundario. Se encuentran por el África tropical.

## Taxonomía
El género fue descrito por Achille Eugène Finet y publicado en Bulletin de la Société Botanique de France 9: 44. 1907.
Etimología
Ancistrorhynchus: nombre genérico que se refiere a la forma de cuerno del rostelo.

## Especies deAncistrorhynchus
La especie tipo es : Ancistrorhynchus brevifolius Finet (1907)
- Ancistrorhynchus akeassiae Pérez-Vera - Costa de Marfil
- Ancistrorhynchus brevifolius Finet
- Ancistrorhynchus capitatus (Lindl.) Summerh.
- Ancistrorhynchus cephalotes (Rchb.f.) Summerh.
- Ancistrorhynchus clandestinus (Lindl.) Schltr.
- Ancistrorhynchus constrictus Szlach. & Olszewski
- Ancistrorhynchus crystalensis P.J.Cribb & Laan
- Ancistrorhynchus laxiflorus Mansf.
- Ancistrorhynchus metteniae (Kraenzl.) Summerh.
- Ancistrorhynchus ovatus Summerh.
- Ancistrorhynchus parviflorus Summerh.
- Ancistrorhynchus paysanii Senghas
- Ancistrorhynchus recurvus Finet
- Ancistrorhynchus refractus (Kraenzl.) Summerh.
- Ancistrorhynchus schumanii (Kraenzl.) Summerh
- Ancistrorhynchus serratus Summerh.
- Ancistrorhynchus straussii (Schltr.) Schltr.
- Ancistrorhynchus tenuicaulis Summerh.